# Заболотье (Заболотьевская поселковая община)
Заболо́тье (укр. Заболоття) — посёлок в Ковельском районе Волынской области Украины. Административный центр Заболотьевской поселковой общины.

## История
До Октябрьской революции 1917 года Заболотье находилось в составе Волынской губернии Российской империи. По Рижскому договору, завершившему советско-польскую войну, вошло в состав Волынского воеводства Польши.
В 1939 году Западная Украина была присоединена к СССР. После начала Великой Отечественной войны в 1941—1944 гг. село находилось под немецкой оккупацией. Во время оккупации немцы устроили здесь трудовой лагерь для евреев из Новой Выжвы. Лагерь был ликвидирован 9 января 1943 года, все заключённые (101 человек) были расстреляны.
В 1972 году здесь действовали деревообрабатывающий завод и пищекомбинат.
В январе 1989 года численность населения составляла 4476 человек.
В 2005 году в посёлке был построен терминал «Заболоття».
На 1 января 2013 года численность населения составляла 4330 человек.
До 2020 года посёлок входил в Ратновский район.
До эпидемии Заболотье было популярным местом пребывания жителей Западной части РБ из-за более дешёвых цен на товары.

## Транспорт
Железнодорожная станция Заболотье на линии Брест — Ковель Львовской железной дороги.

## Известные жители
- Корсак, Иван Феодосеевич (1946—2017) — советский и украинский писатель и журналист.